# Horst Niemeyer
Horst Friedrich Niemeyer (ur. 30 czerwca 1931 w Düsseldorfie, zm. 31 października 2007 w Perth) – niemiecki matematyk, autor modyfikacji metody Hare’a zwanej metodą Hare’a-Niemeyera, używanej podczas podziału mandatów w wyborach do Bundestagu w latach 1987–2005. Od 1967 do 1973 był profesorem matematyki na uniwersytecie w Marburgu i aż do emerytury (1996) na RWTH Aachen.

## Publikacje
- Lineare Algebra, z Edgarem Wermuthem, Braunschweig: Vieweg, 1987
- Über die elastischen Eigenschwingungen endlicher Körper. Aachen, 1963
- Greensche Tensoren und asymptotisches Verhalten von Eigenschwingungen und Eigenfrequenzen elektromagnetischer Schwingungen in Hohlräumen. (München), [1959]